# Ferritaramita
La ferritaramita és un mineral de la classe dels silicats que pertany al grup del nom arrel taramita.

## Característiques
La ferritaramita és un amfíbol de fórmula química Na(CaNa)(Mg₃Fe3+₂)(Al₂Si₆O₂₂)(OH)₂. Va ser aprovada com a espècie vàlida per l'Associació Mineralògica Internacional l'any 2021, i publicada l'any 2022. Cristal·litza en el sistema monoclínic.
L'exemplar que va servir per a determinar l'espècie, el que es coneix com a material tipus, es troba conservat a les col·leccions mineralògiques del Museu Suec d'Història Natural, situat a Estocolm (Suècia), amb el número de col·lecció: geo-nrm #19221254.

## Formació i jaciments
Es considera la seva localitat tipus la mina Jakobsberg, situada al districte de Nordmark, a Filipstad (Comtat de Värmland, Suècia). També ha estat descrita a Alemanya, Itàlia, Suïssa, Ucraïna i Rússia.